# Nowa Bezpieczna Powłoka
Nowa Bezpieczna Powłoka (ros. НБК – Новый Безопасный Конфайнмент, także: Arka ukr. Арка) – stalowa powłoka zamykająca pozostałości reaktora jądrowego nr 4 w Czarnobylskiej Elektrowni Jądrowej. Konstrukcja obejmuje również poprzednią osłonę – tzw. Sarkofag elektrowni jądrowej w Czarnobylu. 
Arka została wybudowana przez francuską spółkę „Novarka“. Prace rozpoczęto we wrześniu 2010. W listopadzie 2016 wstępnie ukończoną konstrukcję przesunięto po szynach nad Sarkofag. Pierwotnie przewidywano zakończenie budowy na 2012 r, ostatecznie prace zakończono w grudniu 2018. Finalnie, po testach, Arkę oddano do użytku 3 lipca, a 10 lipca 2019 roku nastąpiło uroczyste przekazanie osłony rządowi Ukrainy. W celu finansowania EBOR zarządzał funduszem ze składek 45 krajów, Unii Europejskiej i środków własnych banku. Ukraina przekazała 100 mln euro (około 162 mln dolarów), także Polska wyłożyła 1,5 mln euro na ten cel.
W nocy 14 lutego 2025, w czasie inwazji Rosji na Ukrainę, osłona została trafiona dronem z zainstalowanymi ładunkami wybuchowymi. Spowodowało to przebicie obu głównych warstw, uszkodzenie konstrukcji suwnicy, a także zapalenie się wypełnienia izolacyjnego.